# Ню² Вовка
Ню2 Вовка (ν2 Lup/HD 136352) — зірка, яка знаходиться в сузір'ї Вовка на відстані близько 47,5 світлових років від нас. Навколо зірки звертаються, щонайменше, три планети.

## Характеристики
ν2 Вовка являє собою жовтий карлик, і по багатьом параметрам подібний Сонцю: має майже ту ж саму масу, діаметр 99 % від сонячного, світність 97 % сонячної, однак, металічність невелика — в кращому випадку, трохи більше половини сонячної.
Щоб бути ще більш схожою на Сонце у зірки могла б бути землеподобная планета з рідкою водою на поверхні на відстані 0,98 а.о..

## Планетна система
У 2011 році каліфорнійською групою астрономів, що працює зі спектрографом HARPS, було оголошено про відкриття відразу трьох планет у системі: HD 136352 b, HD 136352 c і HD 136352 d. Всі вони розташовані дуже близько до батьківської зірки, тому верхні шари, їх атмосфер повинні бути сильно розігріті. HD 136352 b за масою перевершує Землю в 5,28 раз. Вона звертається на відстані 0,09 а.о. від зірки, здійснюючи повний оббіг за 11 діб.
Орбіта середньої планети HD 136352 c лежить на відстані 0,16 а.е. від зірки. Рік на ній триває близько 27,5 доби. Третя планета, HD 136352 d, має масу близько 3% маси Юпітера і звертається на відстані 0,41 а.о. від зірки. Відкриття планет було здійснено методом допплерівської спектроскопії. Загальний час спостережень склало 2601 добу. Нижче представлена зведена таблиця їх характеристик.

## Найближче оточення зірки
Наступні зоряні системи знаходяться на відстані в межах 20 світлових років від ν2 Вовка:
| Зірка                   | Спектральний клас       | Відстань, св. років |
| HD 142709               | K5 V                    | 7,0                 |
| HD 144628               | K3 V                    | 9,0                 |
| HD 140901               | G6 V-IV / DA7 /VII      | 9,9                 |
| HD 139664               | F5 V-IV                 | 11                  |
| HD 147513               | G3-5 V / DA2 /VII       | 12                  |
| β Південного Трикутника | F2 IV-III               | 14                  |
| α Циркуля               | A3-F1 V-IIIp / K5 V / ? | 16                  |
| ζ Південного Трикутника | F9-G0 V / ?             | 19                  |
| μ Жертовника            | G3-5 V                  | 19                  |